# Valentine de Giuli
Valentine de Giuli (* 2. Oktober 1990 in Genf) ist eine Schweizer Bogenschützin.

## Biographie
De Giuli wurde am 2. Oktober 1990 als Tochter der Bogenschützen Marie-Thérèse de Giuli und Jean-Noël de Giuli in Genf geboren. Sie ist die Schwester der Bogenschützin Clémentine de Giuli. Zwischen 2012 und 2019 studierte sie Architektur an der École polytechnique fédérale de Lausanne. Seit 2019 arbeitet sie als Architektin.

## Karriere
Sie begann 1999 mit dem Bogenschiessen und gab 2005 ihr internationales Debüt. Seit 2009 ist sie Mitglied des Schweizer Nationalteams. Sie vertrat die Schweiz an mehreren internationalen Wettkämpfen, unter anderem an den Weltmeisterschaften im Bogenschiessen 2015 in Kopenhagen, am Archery-Weltcup 2017 und an den Weltmeisterschaften im Bogenschiessen 2017 in Mexico-Stadt.